# Carlo Zotti
Carlo Zotti est un ancien footballeur italien né le 3 septembre 1982 à Bénévent. Il évoluait au poste de gardien de but.

## Biographie
Au cours de sa carrière de joueur, Carlo Zotti dispute 14 matchs en Serie A, 12 matchs en Serie B, 38 matchs en Super League, 2 matchs en Ligue des Champions et 5 matchs en Coupe de l'UEFA.

## Carrière
- 2002-2008 : AS Rome  Italie
- 2005-2006 : Ascoli Calcio 1898  Italie
- 2007-2008 : Sampdoria Gênes  Italie
- 2008 : AS Cittadella  Italie
- 2009-2011 : AC Bellinzone  Suisse
- 2011-2012 : Losone Sportiva  Suisse
- 2012- : FC Wil  Suisse[1]